# دومينيك سكوت كاي
دومينيك سكوت كاي (بالإنجليزية: Dominic Scott Kay)‏ هو ممثل أمريكي، ولد في 6 مايو 1996 بلوس أنجلوس في الولايات المتحدة.

## أعمال

### أفلام
- (2002) تقرير الأقلية[4]
- (2006) شبكة شارلوت[5]

## وصلات خارجية
- دومينيك سكوت كاي على موقع IMDb (الإنجليزية)
- دومينيك سكوت كاي على موقع قاعدة بيانات الفيلم (الإنجليزية)